# Élections territoriales de 2021 en Martinique
Pour un article plus général, voir Élections régionales françaises de 2021.
Les élections territoriales de 2021 en Martinique ont lieu les 20 et 27 juin 2021 afin de renouveler les membres de l'assemblée de la collectivité territoriale unique de la Martinique.

## Système électoral
L'assemblée de Martinique est dotée de 51 sièges pourvus pour six ans selon un scrutin proportionnel plurinominal à deux tours avec prime majoritaire. Le territoire est divisé en quatre sections électorales.
Au premier tour, si une liste recueille la majorité absolue des suffrages exprimés, elle reçoit une prime de 11 sièges et les sièges restants sont attribués à toutes les listes ayant recueilli au moins 5 % des suffrages exprimés. Si aucune liste ne recueille la majorité absolue, un deuxième tour a lieu : la liste arrivée en tête au second tour reçoit la prime de 11 sièges et les sièges restants sont attribués à toutes les listes ayant recueilli au moins 5 % des suffrages exprimés. 
Le conseil exécutif est composé d'un président et de huit conseillers élus par l'assemblée et responsables devant elle.

## Contexte territorial

### Conseil exécutif sortant
| Président du conseil exécutif                        |       |        |      |
| Alfred Marie-Jeanne (MIM)                            |       |        |      |
| Parti                                                | Sigle | Sigle  | Élus |
| Composition (9 sièges)                               |       |        |      |
| Mouvement indépendantiste martiniquais et apparentés |       | MIM    | 2    |
| Forces martiniquaises de progrès                     |       | FMP    | 2    |
| Martinique Écologie                                  |       | MÉ     | 1    |
| Parti pour la libération de la Martinique            |       | Palima | 1    |
| Péyi-A                                               |       | Péyi-A | 1    |
| Extrême gauche                                       |       | EXG    | 1    |
| Divers droite                                        |       | DVD    | 1    |

### Assemblée sortante
| Président de l'assemblée                             |       |        |      |                                       |
| Claude Lise (RDM)                                    |       |        |      |                                       |
| Parti                                                | Sigle | Sigle  | Élus | Groupe                                |
| Majorité (33 sièges)                                 |       |        |      |                                       |
| Mouvement indépendantiste martiniquais et apparentés |       | MIM    | 11   | Gran Sanblé pou ba péyi-a an chans    |
| Divers gauche                                        |       | DVG    | 9    | Gran Sanblé pou ba péyi-a an chans    |
| Rassemblement démocratique pour la Martinique        |       | RDM    | 7    | Gran Sanblé pou ba péyi-a an chans    |
| Les Républicains                                     |       | LR     | 3    | Gran Sanblé pou ba péyi-a an chans    |
| Parti pour la libération de la Martinique            |       | Palima | 1    | Gran Sanblé pou ba péyi-a an chans    |
| Parti communiste martiniquais                        |       | PCM    | 1    | Gran Sanblé pou ba péyi-a an chans    |
| Péyi-A                                               |       | Péyi-A | 1    | Gran Sanblé pou ba péyi-a an chans    |
| Opposition (18 sièges)                               |       |        |      |                                       |
| Parti progressiste martiniquais                      |       | PPM    | 7    | Ensemble pour une Martinique nouvelle |
| Divers gauche                                        |       | DVG    | 6    | Ensemble pour une Martinique nouvelle |
| Fédération socialiste de la Martinique               |       | FSM    | 1    | Ensemble pour une Martinique nouvelle |
| Mouvement populaire franciscain                      |       | MPF    | 1    | Ensemble pour une Martinique nouvelle |
| Bâtir le pays Martinique                             |       | BPM    | 1    | Ensemble pour une Martinique nouvelle |
| La République en marche                              |       | LREM   | 1    | Ensemble pour une Martinique nouvelle |
| Vivre à Schœlcher                                    |       | VAS    | 1    | Ensemble pour une Martinique nouvelle |

## Résultats

### Global
|                          |                          |                          |              |              |             |             |        |               |  |  |  |  |  |  |
| Tête de liste            | Tête de liste            | Liste                    | Premier tour | Premier tour | Second tour | Second tour | Sièges | +/-           |  |  |  |  |  |  |
| Tête de liste            | Tête de liste            | Liste                    | Voix         | %            | Voix        | %           | Sièges | +/-           |  |  |  |  |  |  |
|                          | Serge Letchimy           | PPM-BPM-MPF              | 30 267       | 31,66        | 50 104      | 37,72       | 26     | 8             |  |  |  |  |  |  |
|                          | Alfred Marie-Jeanne      | MIM-Palima-MÉ-PCM        | 24 664       | 25,80        | 46 857      | 35,27       | 14     | 8             |  |  |  |  |  |  |
|                          | Catherine Conconne       | LME-LR                   | 10 166       | 10,63        | 19 218      | 14,47       | 6      | 6             |  |  |  |  |  |  |
|                          | Jean-Philippe Nilor      | Péyi-A-RDM-LFI           | 11 481       | 12,01        | 16 664      | 12,54       | 5      | 3             |  |  |  |  |  |  |
|                          | Yan Monplaisir           | LR-FMP                   | 4 470        | 4,68         |             |             | 0      | 3             |  |  |  |  |  |  |
|                          | Philippe Jock            | DVC                      | 3 747        | 3,92         | 0           |             |        |               |  |  |  |  |  |  |
|                          | Béatrice Bellay          | FSM                      | 3 407        | 3,56         | 0           |             |        |               |  |  |  |  |  |  |
|                          | Olivier Bérisson         | MUN                      | 2 135        | 2,23         | 0           |             |        |               |  |  |  |  |  |  |
|                          | Max Orville              | MoDem                    | 1 379        | 1,44         | 0           |             |        |               |  |  |  |  |  |  |
|                          | Ralph Monplaisir         | LREM                     | 1 042        | 1,09         | 0           |             |        |               |  |  |  |  |  |  |
|                          | Guy Ferdinand            | DIV                      | 1 018        | 1,06         | 0           |             |        |               |  |  |  |  |  |  |
|                          | Marcel Sellaye           | GRS                      | 661          | 0,69         | 0           |             |        |               |  |  |  |  |  |  |
|                          | Philippe Petit           | UDI                      | 612          | 0,64         | 0           |             |        |               |  |  |  |  |  |  |
|                          | Gabriel Jean-Marie       | CO                       | 565          | 0,59         | 0           |             |        |               |  |  |  |  |  |  |
|                          |                          |                          |              |              |             |             |        |               |  |  |  |  |  |  |
| Suffrages exprimés       | Suffrages exprimés       | Suffrages exprimés       | 95 614       | 96,12        | 132 843     | 96,67       |        |               |  |  |  |  |  |  |
| Votes blancs             | Votes blancs             | Votes blancs             | 1 901        | 1,91         | 2 329       | 1,69        |        |               |  |  |  |  |  |  |
| Votes nuls               | Votes nuls               | Votes nuls               | 1 958        | 1,97         | 2 246       | 1,63        |        |               |  |  |  |  |  |  |
| Total                    | Total                    | Total                    | 99 473       | 100          | 137 418     | 100         | 51     | en stagnation |  |  |  |  |  |  |
| Abstentions              | Abstentions              | Abstentions              | 207 057      | 67,55        | 169 080     | 55,17       |        |               |  |  |  |  |  |  |
| Inscrits / Participation | Inscrits / Participation | Inscrits / Participation | 306 530      | 32,45        | 306 498     | 44,83       |        |               |  |  |  |  |  |  |

### Par sections électorales

Sections électorales

#### Section du Centre
| Tête de liste            | Tête de liste            | Liste                    | Premier tour | Premier tour | Second tour | Second tour | Sièges | +/-           |
| Tête de liste            | Tête de liste            | Liste                    | Voix         | %            | Voix        | %           | Sièges | +/-           |
| ------------------------ | ------------------------ | ------------------------ | ------------ | ------------ | ----------- | ----------- | ------ | ------------- |
|                          | Serge Letchimy           | PPM-BPM-MPF              | 7 149        | 30,89        | 12 178      | 36,89       | 6      |               |
|                          | Alfred Marie-Jeanne      | MIM-Palima-MÉ            | 5 905        | 25,52        | 11 644      | 35,27       | 3      |               |
|                          | Catherine Conconne       | LME-LR                   | 2 660        | 11,49        | 5 361       | 16,24       | 2      |               |
|                          | Jean-Philippe Nilor      | Péyi-A-RDM-LFI           | 2 522        | 10,90        | 3 827       | 11,59       | 1      |               |
|                          | Philippe Jock            | DVC                      | 1 035        | 4,47         |             |             | 0      |               |
|                          | Yan Monplaisir           | LR-FMP                   | 991          | 4,28         | 0           |             |        |               |
|                          | Béatrice Bellay          | FSM                      | 950          | 4,11         | 0           |             |        |               |
|                          | Olivier Bérisson         | MUN                      | 613          | 2,65         | 0           |             |        |               |
|                          | Max Orville              | MoDem                    | 497          | 2,15         | 0           |             |        |               |
|                          | Ralph Monplaisir         | LREM                     | 222          | 0,96         | 0           |             |        |               |
|                          | Guy Ferdinand            | DIV                      | 208          | 0,90         | 0           |             |        |               |
|                          | Gabriel Jean-Marie       | CO                       | 152          | 0,66         | 0           |             |        |               |
|                          | Philippe Petit           | UDI-UDEM                 | 126          | 0,54         | 0           |             |        |               |
|                          | Marcel Sellaye           | GRS                      | 112          | 0,48         | 0           |             |        |               |
|                          |                          |                          |              |              |             |             |        |               |
| Suffrages exprimés       | Suffrages exprimés       | Suffrages exprimés       | 23 142       | 95,33        | 33 010      | 96,21       |        |               |
| Votes blancs             | Votes blancs             | Votes blancs             | 607          | 2,50         | 683         | 1,99        |        |               |
| Votes nuls               | Votes nuls               | Votes nuls               | 527          | 2,17         | 617         | 1,80        |        |               |
| Total                    | Total                    | Total                    | 24 276       | 100          | 34 310      | 100         | 12     | en stagnation |
| Abstentions              | Abstentions              | Abstentions              | 56 244       | 67,55        | 46 270      | 57,42       |        |               |
| Inscrits / Participation | Inscrits / Participation | Inscrits / Participation | 80 520       | 32,45        | 80 580      | 44,83       |        |               |

#### Section du Nord
| Tête de liste            | Tête de liste            | Liste                    | Premier tour | Premier tour | Second tour | Second tour | Sièges | +/-           |
| Tête de liste            | Tête de liste            | Liste                    | Voix         | %            | Voix        | %           | Sièges | +/-           |
| ------------------------ | ------------------------ | ------------------------ | ------------ | ------------ | ----------- | ----------- | ------ | ------------- |
|                          | Serge Letchimy           | PPM-BPM-MPF              | 9 310        | 35,55        | 15 798      | 43,82       | 8      |               |
|                          | Alfred Marie-Jeanne      | MIM-Palima-MÉ            | 5 752        | 21,96        | 10 891      | 30,21       | 3      |               |
|                          | Jean-Philippe Nilor      | Péyi-A-RDM-LFI           | 2 629        | 10,04        | 4 125       | 11,44       | 1      |               |
|                          | Catherine Conconne       | LME-LR                   | 2 528        | 9,65         | 5 234       | 14,52       | 2      |               |
|                          | Yan Monplaisir           | LR-FMP                   | 1 656        | 6,32         |             |             | 0      |               |
|                          | Philippe Jock            | DVC                      | 1 249        | 4,77         | 0           |             |        |               |
|                          | Béatrice Bellay          | FSM                      | 881          | 3,36         | 0           |             |        |               |
|                          | Ralph Monplaisir         | LREM                     | 468          | 1,79         | 0           |             |        |               |
|                          | Olivier Bérisson         | MUN                      | 432          | 1,65         | 0           |             |        |               |
|                          | Max Orville              | MoDem                    | 377          | 1,44         | 0           |             |        |               |
|                          | Guy Ferdinand            | DIV                      | 347          | 1,32         | 0           |             |        |               |
|                          | Marcel Sellaye           | GRS                      | 253          | 0,97         | 0           |             |        |               |
|                          | Philippe Petit           | UDI-UDEM                 | 156          | 0,60         | 0           |             |        |               |
|                          | Gabriel Jean-Marie       | CO                       | 151          | 0,58         | 0           |             |        |               |
|                          |                          |                          |              |              |             |             |        |               |
| Suffrages exprimés       | Suffrages exprimés       | Suffrages exprimés       | 26 189       | 96,09        | 36 048      | 96,43       |        |               |
| Votes blancs             | Votes blancs             | Votes blancs             | 474          | 1,74         | 626         | 1,67        |        |               |
| Votes nuls               | Votes nuls               | Votes nuls               | 591          | 2,17         | 709         | 1,90        |        |               |
| Total                    | Total                    | Total                    | 27 254       | 100          | 37 383      | 100         | 14     | en stagnation |
| Abstentions              | Abstentions              | Abstentions              | 53 849       | 66,40        | 43 700      | 53,90       |        |               |
| Inscrits / Participation | Inscrits / Participation | Inscrits / Participation | 81 103       | 33,60        | 81 083      | 46,10       |        |               |

#### Section de Fort-de-France
| Tête de liste            | Tête de liste            | Liste                    | Premier tour | Premier tour | Second tour | Second tour | Sièges | +/-           |
| Tête de liste            | Tête de liste            | Liste                    | Voix         | %            | Voix        | %           | Sièges | +/-           |
| ------------------------ | ------------------------ | ------------------------ | ------------ | ------------ | ----------- | ----------- | ------ | ------------- |
|                          | Serge Letchimy           | PPM-BPM-MPF              | 8 915        | 46,08        | 13 234      | 51,87       | 7      |               |
|                          | Alfred Marie-Jeanne      | MIM-Palima-MÉ            | 3 215        | 16,62        | 6 266       | 24,56       | 2      |               |
|                          | Catherine Conconne       | LME-LR                   | 2 287        | 11,82        | 4 125       | 15,77       | 1      |               |
|                          | Jean-Philippe Nilor      | Péyi-A-RDM-LFI           | 1 243        | 6,43         | 1 991       | 7,80        | 0      |               |
|                          | Philippe Jock            | DVC                      | 825          | 4,26         |             |             | 0      |               |
|                          | Béatrice Bellay          | FSM                      | 769          | 3,98         | 0           |             |        |               |
|                          | Yan Monplaisir           | LR-FMP                   | 707          | 3,65         | 0           |             |        |               |
|                          | Olivier Bérisson         | MUN                      | 413          | 2,13         | 0           |             |        |               |
|                          | Max Orville              | MoDem                    | 247          | 1,28         | 0           |             |        |               |
|                          | Ralph Monplaisir         | LREM                     | 169          | 0,87         | 0           |             |        |               |
|                          | Guy Ferdinand            | DIV                      | 166          | 0,86         | 0           |             |        |               |
|                          | Marcel Sellaye           | GRS                      | 156          | 0,81         | 0           |             |        |               |
|                          | Gabriel Jean-Marie       | CO                       | 119          | 0,62         | 0           |             |        |               |
|                          | Philippe Petit           | UDI-UDEM                 | 114          | 0,59         | 0           |             |        |               |
|                          |                          |                          |              |              |             |             |        |               |
| Suffrages exprimés       | Suffrages exprimés       | Suffrages exprimés       | 26 189       | 96,09        | 25 514      | 96,75       |        |               |
| Votes blancs             | Votes blancs             | Votes blancs             | 474          | 1,74         | 510         | 1,93        |        |               |
| Votes nuls               | Votes nuls               | Votes nuls               | 591          | 2,17         | 348         | 1,32        |        |               |
| Total                    | Total                    | Total                    | 27 254       | 100          | 26 372      | 100         | 10     | en stagnation |
| Abstentions              | Abstentions              | Abstentions              | 53 849       | 66,40        | 34 561      | 56,72       |        |               |
| Inscrits / Participation | Inscrits / Participation | Inscrits / Participation | 81 103       | 33,60        | 60 933      | 43,28       |        |               |